# اندرو جکسون (کلیپر)
اندرو جکسون (کلیپر) (به انگلیسی: Andrew Jackson (clipper)) یک کشتی است که طول آن ۲۲۰ فوت (۶۷ متر) می‌باشد. این کشتی در سال ۱۸۵۵ ساخته شد.